# Lijst van voetballers - Q
Dit is een lijst van voetballers met een artikel op Wikipedia van wie de achternaam begint met de letter Q.

## Qu
- Bertus Quaars
- Sanny Quaden
- Fabio Quagliarella
- Jarell Quansah
- Kwame Quansah
- Ricardo Quaresma
- Paul Quasten
- Erik Quekel
- Yvan Quentin
- Leopold Querfeld
- James Quinn
- Niall Quinn
- Stephen Quinn
- Quini
- Carlos Quintero
- Silvio Quintero
- Quim
- Hólger Quiñónez
- Luis Quiñónez
- Lupo Quiñónez
- Romel Quiñónez
- Gustavo Quinteros
- Tulio Quinteros

## Qv
- Ole Qvist

A · B · C · D · E · F · G · H · I · J · K · L · M · N · O · P · Q · R · S · T · U · V · W · X · Y · Z